# Kecamatan Tebingtinggi (distrikt i Indonesien, Kepulauan Riau)
Kecamatan Tebingtinggi är ett distrikt i Indonesien.   Det ligger i provinsen Kepulauan Riau, i den västra delen av landet, 900 km nordväst om huvudstaden Jakarta. Kecamatan Tebingtinggi ligger på ön Pulau Tebingtinggi.